# 古今譚概
《古今笑史》，又名《古今笑》、《談概》、《古今譚概》，明朝馮夢龍編著。
《古今譚概》取材歷代正史，兼收多種稗官野史、筆記叢談，計引經、史、子部書籍超過三百七十種，大都有材料來源，對於原著錯謬的記載選錄時還能指出，按內容分為三十六類，一卷一類，所取多为真人真事，這些故事经过冯梦龙纂評，評論格式為小序、旁批及尾評，组成一幅奇谲可笑的漫画长廊。李漁為此書作序，稱“述而不作，仍古史也”。其中有部分已散失亡佚，具保存遺文的價值。例如，《迂仙别记》為明代張灝辑，原书已佚，《古今谭概》收錄其中24条。又閨誡部〈池水清〉引五代王仁裕《王氏見聞錄》一則，此書早佚。金庸小說《射雕英雄傳》第三十回中黃蓉與書生朱子柳在桃源石梁上的猜謎，就是來自《古今譚概》第29章“談資部”。《古今譚概》搜羅既富，自然不免有所掛漏，例如無術部〈宋鴻貴讀律〉載宋鴻貴“仕齊為北平府參軍”，應作“平北府參軍”。例如迂腐部〈諱父名〉提及“李賀以父名晉”，李賀父名應為晉肅。又如迂腐部〈顧協〉，標示出自《北史》，然實為《南史》卷六十二之顧協列傳。微詞部〈送吏部郎〉一則標示出自《宋書》，然實見於《南史》卷三十之何尚之列傳。
《古今笑》最早自刻於明萬曆四十八年（1620年），天啟間由葉昆池重新出版，易名為《古今譚概》。二書均為三十六卷，內容相同，僅書名不同。清初朱石鐘兄弟據以刪削成三十四卷，改稱《古今笑史》。現存最早的是明代蘇州閶門葉昆池刻36卷本。